# 劳伦扎纳
劳伦扎纳（義大利語：Laurenzana），是意大利波坦察省的一个市镇。总面积95平方公里，人口2021人，人口密度21.3人/平方公里（2009年）。ISTAT代码为076041。